# The Queen Is Dead
The Queen Is Dead – trzeci album studyjny brytyjskiego zespołu rockowego The Smiths z 1986 roku. Album promowany był przez dwa single, „The Boy with the Thorn in His Side” i „Bigmouth Strikes Again”. Na UK Albums Chart spędził 22 tygodnie, docierając do drugiego miejsca.

## Wyróżnienia
- W 2006 roku magazyn New Musical Express uznał The Queen Is Dead za drugi najlepszy brytyjski album w historii[4].
- W 2012 roku magazyn Rolling Stone umieścił The Queen Is Dead na 218. miejscu listy 500 albumów wszech czasów[5].
- W 2013 roku magazyn New Musical Express umieścił album na pierwszym miejscu listy 500 albumów wszech czasów

## Lista utworów
Muzyka Marr, słowa Morrissey oprócz (Take Me Back To Dear Old Blighty (Medley)) autorstwa A.J. Millsa, Freda Godfreya i Bennetta Scotta.
1. „The Queen Is Dead (Take Me Back To Dear Old Blighty (Medley))” – 6:24
2. „Frankly, Mr. Shankly” – 2:17
3. „I Know It's Over” – 5:46
4. „Never Had No One Ever” – 2:03
5. „Cemetry Gates” – 2:39
6. „Bigmouth Strikes Again” – 3:12
7. „The Boy with the Thorn in His Side” – 3:15
8. „Vicar in a Tutu” – 2:21
9. „There Is a Light That Never Goes Out” – 4:02
10. „Some Girls Are Bigger Than Others” – 3:14

## Twórcy
- Morrissey – śpiew
- Johnny Marr – gitara, fisharmonia, aranżacja instrumentów smyczkowych
- Andy Rourke – gitara basowa
- Mike Joyce – perkusja